# Universidad Normal de Pekín
La Universidad Normal de Pekín (en chino tradicional, 北京師範大學; en chino simplificado, 北京师范大学; pinyin, Běijīng Shīfàn Dàxué), conocida coloquialmente como Beishida (北师大), es una universidad pública de Pekín que realiza un fuerte énfasis en las disciplinas básicas de las artes y las ciencias. Fundada en 1902, es una de las universidades más antiguas de China.

## Historia
La Universidad surgió de la Facultad de Educación de la Universidad de la Capital Imperial que fue establecida en 1902 por iniciativa del emperador de la dinastía Qing tras la Reforma de los Cien Días de 1898. En 1908, la Facultad de Educación recibió el nombre de Escuela de la Capital Imperial de Formación Superior de Profesores, y se separó de la Universidad de la Capital Imperial, que en ese momento se convirtió en la Universidad de Pekín, otra universidad de China.
Tras el establecimiento de la República de China, se renombró la Escuela de la Capital Imperial de Formación Superior de Profesores como Facultad Normal de Pekín en 1912. La facultad tuvo sus primeros programas de graduado en 1920 y comenzó a aceptar mujeres como estudiantes en 1921. En 1923 cambió su nombre a Universidad Normal de Pekín y se convirtió en la primera universidad normal de la historia moderna china. La Facultad Femenina de Educación se unió a la UNP en 1931.

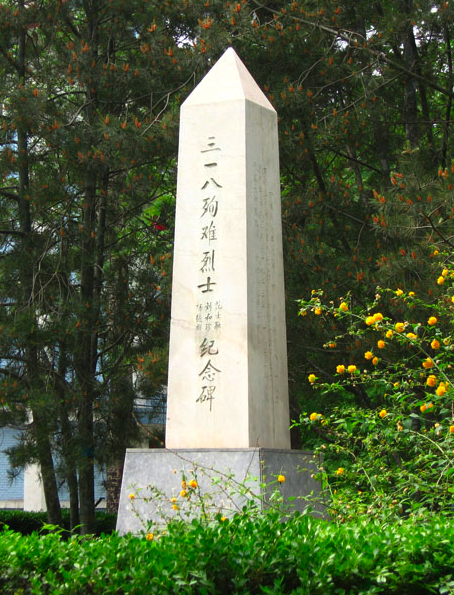
Monumento conmemorativo de los tres estudiantes muertos en la matanza del 18 de marzo de 1926.

Cuando los comunistas establecieron la República Popular de China en 1949, se llevó a cabo una iniciativa de reorganización de las universidades y en 1952 la Universidad Católica Fu Jen se unió a la UNP. EN 1954 se trasladó desde He Ping Men al nuevo campus en Bei Tai Ping Zhuang, donde se encuentra en la actualidad.
Históricamente, los estudiantes de la Universidad Normal de Pekín han jugado un papel importante en los movimientos patrióticos y democráticos, especialmente durante el Movimiento del Cuatro de Mayo en 1919 y las Protestas de la Plaza de Tian'anmen de 1989. En un artículo del New York Times, se la describió como "una de las instituciones más progresistas" de China.

## Actualidad
La universidad fue seleccionada para el Proyecto 211 en 1996. En 2002 firmó un acuerdo con el Ministerio de Educación y el Gobierno Municipal de Pekín y se convirtió en la décima universidad del Proyecto 985 en conseguir un apoyo especial por parte del Gobierno de China con el objetivo de convertirse en una universidad de prestigio mundial.

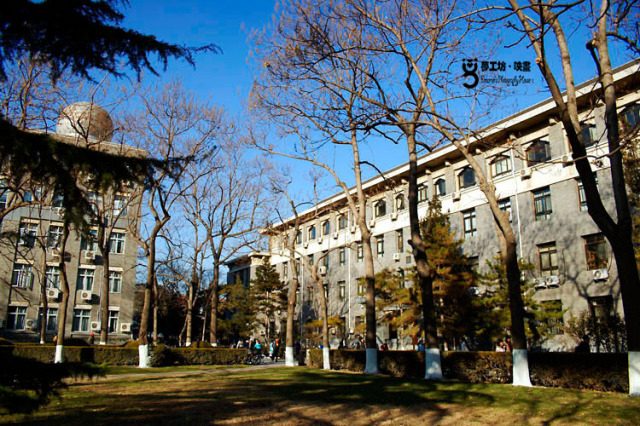
Campus

Durante la celebración de su primer centenario en 2002 se nombró a un asteroide descubierto en 1996 con el nombre de la universidad: (8050) Beishida.
Tras una visita especial del Premier Wen Jiabao el 4 de mayo de 2006 a la Universidad Normal, el gobierno chino implantó una política de exención de pagos en los programas de formación de profesores en seis universidades normales bajo supervisión del Ministerio de Educación, entre ellas la UNP.
La universidad también realiza un énfasis especial en la igualdad en la educación. Los datos de composición demográfica de 2009 muestran que el 40% de los estudiantes provienen del Oeste de China, casi un tercio de áreas rurales, un cuarto de familias con escasos recursos y un 10% lo componen minorías étnicas.

## Datos académicos
Actualmente, la universidad tiene 55 programas de grado, 162 programas de master y 100 programas de doctorado. 16 de ellos han sido honrados con la categoría de disciplinas clave (5 disciplinas generales y 11 especializadas) y se las reconoce entre las mejores de China:
| Educación              | Psicología                  |
| Chino                  | Matemáticas                 |
| Geografía              | Biología celular            |
| Filosofía marxista     | Química física              |
| Historia china antigua | Ciencia de sistemas         |
| Teoría de la Historia  | Física Teórica              |
| Folklore/Antropología  | Ciencias del Medio Ambiente |
| Ecología               | Gestión Educacional         |

Cuenta con 74 laboratorios de investigación, incluidos 4 Laboratorios Clave Nacionales, 7 Laboratorios Clave del Ministerio de Educación y 5 Laboratorios Clave de la Municipalidad de Pekín. También cuenta con 7 bases de investigación clave en humanidades y ciencias sociales, 2 centros de investigación de Ingeniería y Tecnología y 3 centros de investigación en conjunto con la Municipalidad de Pekín y más de 40 centros de investigación en distintos campos. Además, la universidad tiene un instituto de Proteómica y ha establecido un Parque Científico que abarca 6 hectáreas.
La universidad tiene un presupuesto anual para investigación científica de más de 100 millones de yuanes. En 2010 la Fundación Nacional de Ciencia Natural llevó a cabo 150 nuevos proyectos, con un presupuesto de 62 millones de yuanes. El presupuesto para humanidades y ciencias sociales ha crecido rápidamente en los últimos cinco años, llegando a alcanzar 150 millones de yuanes, alcanzando el tercer puesto nacional. Desde 2002, el incremento anual ha sido de más de 30 millones, alcanzando los 40.000 yuanes per cápita. 
La Universidad Normal de Pekín se encuentra también entre las primeras en aceptar estudiantes internacionales y es particularmente conocida por sus programas de estudio de chino mandarín.

## Escuelas

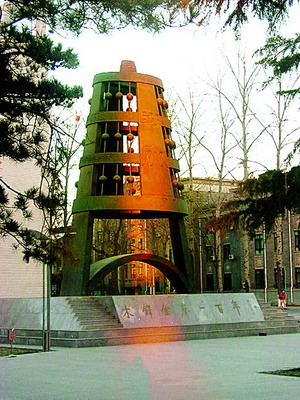
Campana dorada de Mu Duo

- Escuela de Idioma chino y Literatura
- Escuela de Derecho
- Escuela de Economía y Administración de Empresas
- Escuela de Lenguas Extranjeras y Cultura[6]
- Escuela de Ciencias de la Vida
- Escuela de Recursos[7]
- Escuela de Astronomía[8]
- Escuela de Matemáticas
- Escuela de Historia
- Escuela de Psicología[9]
- Escuela de Desarrollo Social y Política Pública[10]
- Escuela de Artes y Medios de Masas

## Campus

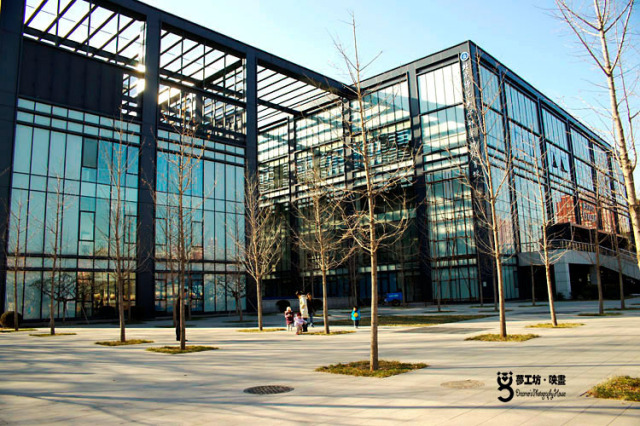
Gimnasio y centro de ocio Qiu Jiduan Gymnasium, completado en 2008

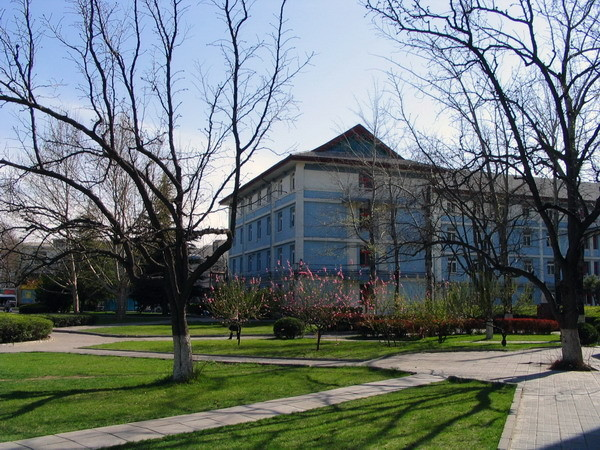
Dormitorio de estudiantes

El campus actual fue construido en 1954. Está situado en el Noroeste del centro de Pekín, en el distrito de Haidian, entre el segundo y el tercer anillo y es el más cercano a la Plaza Tiananmen de todos los campus de Haidian.
El campus albergó al equipo olímpico de Estados Unidos durante los Juegos Olímpicos de Pekín 2008.
En 2002，se construyó el campus de Zhuhai, en la provincia de Guandong.

## Clasificaciones
- Ranking de universidades mundiales QS: 300º (8º en China)[13]
- Ranking de las 50 mejores universidades chinas (Renda): 9º[14]
- Ranking de Universidades Chinas (Netbig): 10º[15]
- Ranking de estudios de Humanidades y Ciencias Sociales de China: 3º[16]